# Publi Rutili (tribú de la plebs 169 aC)
Publi Rutili (llatí: Publius Rutilius) va ser un magistrat romà del segle ii aC. Pertanyia a la gens Rutília, una família romana d'origen plebeu.
Va ser elegit tribú de la plebs l'any 169 aC i es va oposar als dos censors d'aquell any negant-se a executar una de les seves ordres. Com a conseqüència va ser eliminat de la seva tribu pels censors i rebaixat a la condició d'erari.